# 베른 대학교

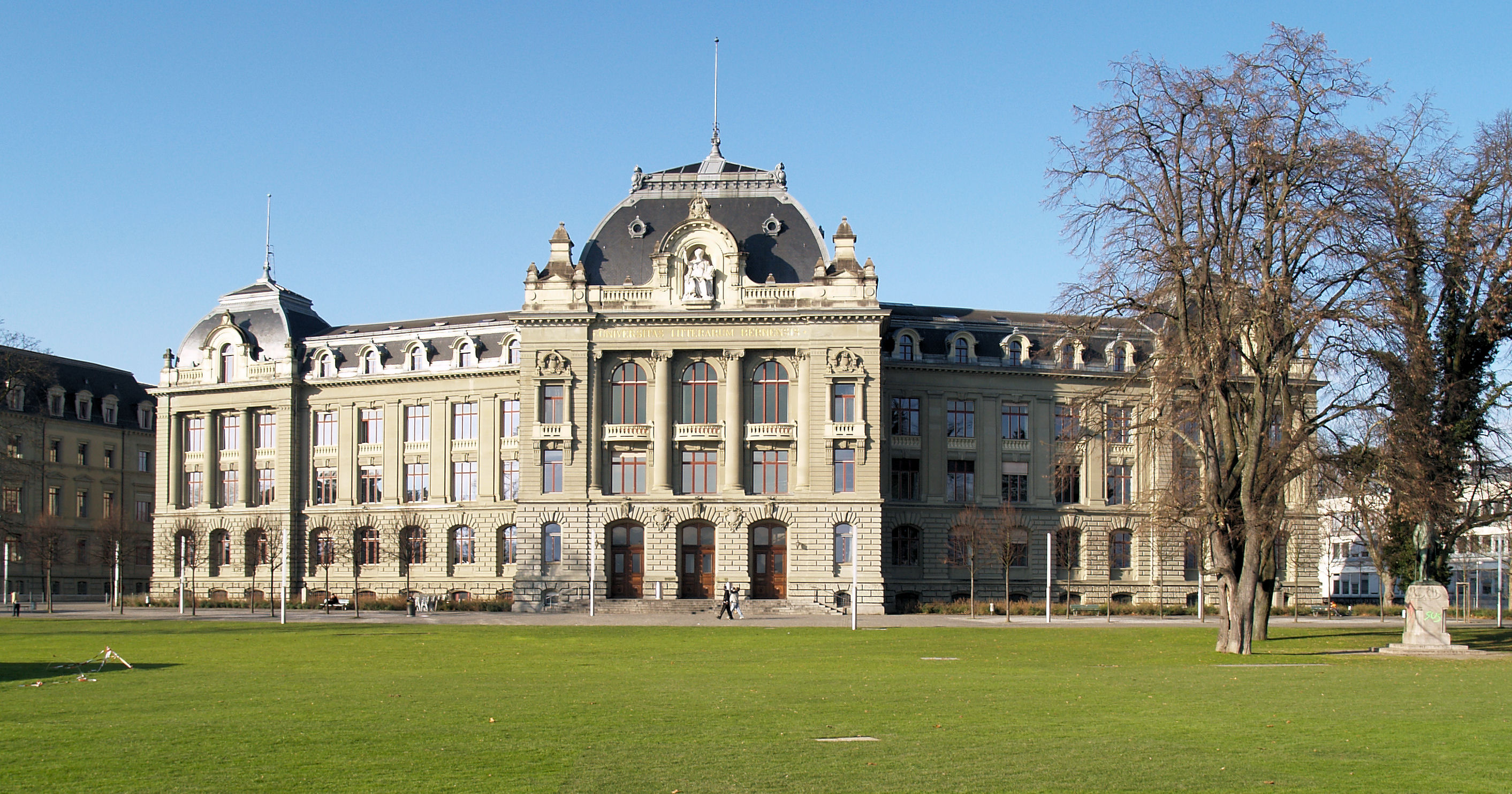
베른 대학교

베른 대학교(영어: University of Bern, 독일어: Universität Bern, 프랑스어: Université de Berne, 라틴어: Universitas Bernensis)는 스위스 베른에 있는 대학교이다.